# Tom Belsø
Tom Belsø (født 27. august 1942 i Søborg, død 11. januar 2020) var en dansk racerkører og var den første dansker i Formel 1. Han debuterede i en Volvo PV 544 i 1962 og vandt sit første løb. Op gennem 60'erne var Belsø en af de dominerende danske kørere i standardvogne sammen med bl.a. Erik Høyer, Sven Engstrøm og Aage Buch Larsen.
I 1970 skiftede Belsø til Formel Ford og avancerede op gennem rækkerne indtil han i 1973 af Frank Williams fik tilbudt en start i Sveriges Grand Prix. Her kvalificerede han sig til start trods mange tekniske vanskeligheder. Imidlertid havde han på grund af problemerne fået trænet så lidt i bilen, at Williams besluttede, at det var bedst at lade være med at køre.
Økonomiske og tekniske problemer betød, at Belsø først fik sin egentlige Formel 1-debut i 1974 i Sydafrikas Grand Prix. Her udgik han allerede ved starten, da koblingen brændte af. Problemerne fortsatte og Belsø kom kun til at køre ét Formel 1-løb mere: Sveriges Grand Prix samme år, hvor han fuldførte og sluttede som nr. 8.
Belsø fortsatte endnu et par år som racerkører i lavere rækker. Derefter trak han sig ud af motorsport og fik senere stor succes på et helt andet felt: som producent af müsli.

## Ekstern henvisning
- Interview med Tom Belsø på motorsport.dk
- Tom Belsøs profil hos Driver Database (engelsk)

|  | Artiklen om Tom Belsø kan blive bedre, hvis der indsættes et (bedre) billede Du kan hjælpe ved at afsøge Wikimedia Commons for et passende billede eller uploade et godt billede til Wikimedia Commons iht. de tilladte licenser og indsætte det i artiklen. |